# Heuvelforten in Letland

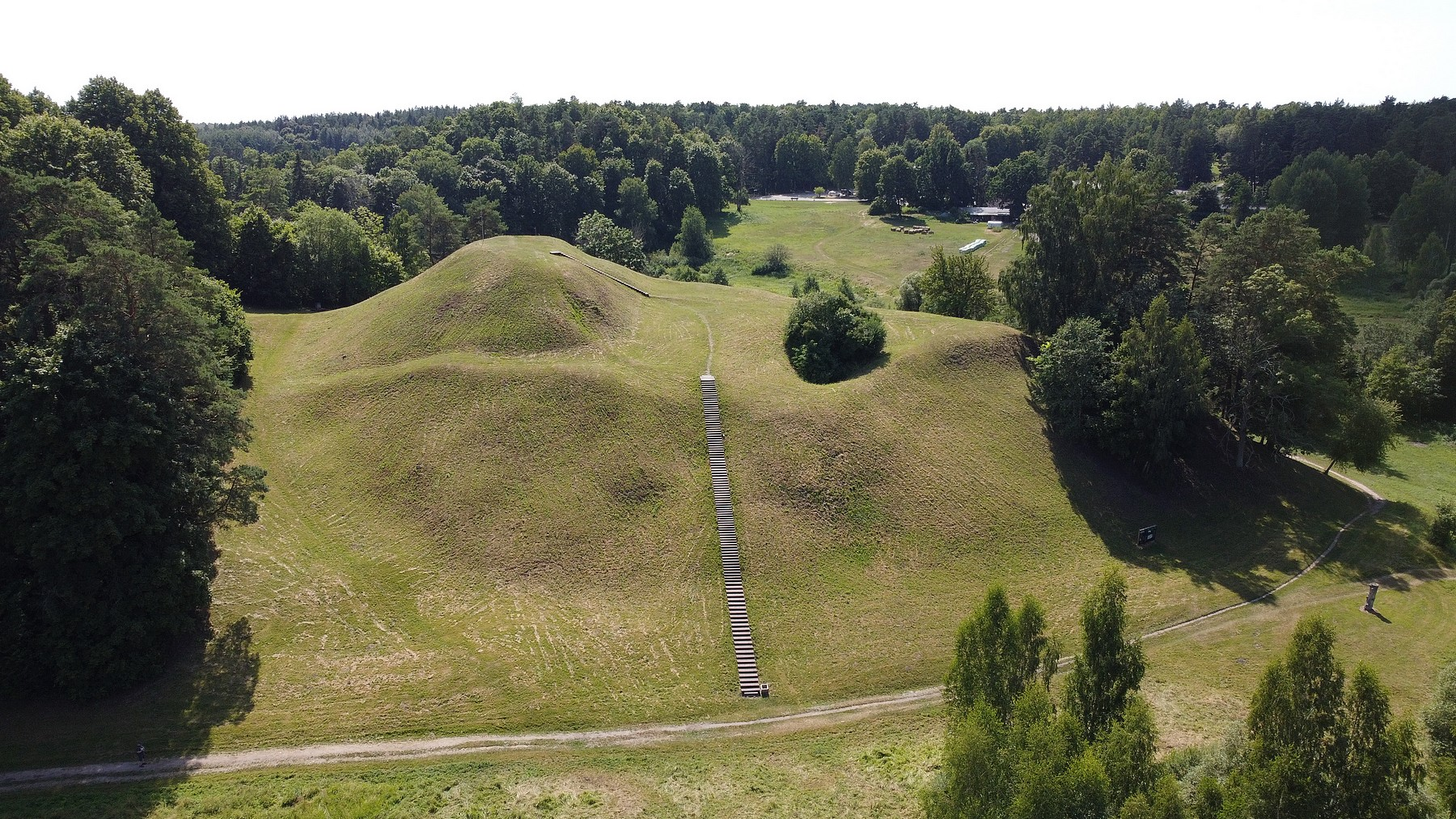
het heuvelfort van Tērvete, belangrijkste Semgallische centrum in de late ijzertijd

De oudste heuvelforten in Letland (Lets: pilskalns, meervoud: pilskalni, van pils, kasteel en kalns, heuvel), zoals het Daugmale-heuvelfort, verschenen tijdens de bronstijd. Sommige werden tot in de late ijzertijd continu bewoond. 
De Letse heuvelforten in boden niet alleen militaire en administratieve functies, maar waren ook culturele en economische centra van sommige regio's. Letse heuvelforten maakten over het algemeen deel uit van een complex dat bestond uit het hoofdfort, de nederzetting eromheen, een of meer grafvelden en nabijgelegen rituele locaties. 
Tijdens de Romeinse ijzertijd werden enkele van de Letse heuvelforten (zoals Ķivutkalns) verlaten of raakten dunbevolkt. 
Een nieuwe periode in de ontwikkeling van heuvelforten begon in de 5e tot 8e eeuw AD, toen veel nieuwe heuvelforten verschenen, in de meeste gevallen langs rivieren, de belangrijkste handelsroutes. Tijdens de 10e-11e eeuw werden sommige heuvelforten militaire forten met sterke vestingwerken (zoals heuvelforten in Tērvete, Talsi, Mežotne). Sommigen van hen worden beschouwd als belangrijke politieke centra van de lokale bevolking, die in deze periode ingrijpende sociaal-politieke veranderingen onderging. Die periode stond bekend om onrust en militaire activiteiten, maar ook om machtsstrijd tussen de lokale aristocratie. 
De meeste Letse heuvelforten werden verwoest of verlaten tijdens de Lijflandse Kruistocht in de 13e eeuw, maar sommige werden in de 14e eeuw nog steeds gebruikt. In totaal zijn er ongeveer 470 heuvelforten in Letland.

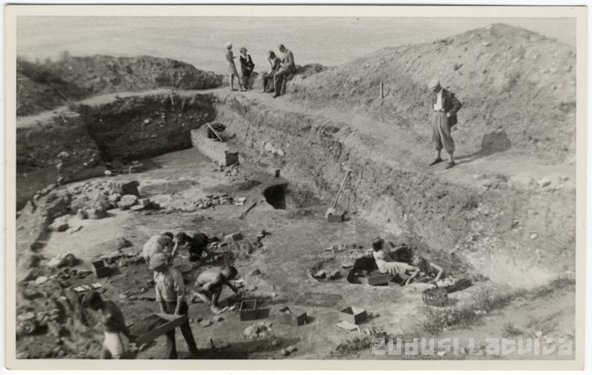
opgravingen bij Daugmale pilskalns (1936)
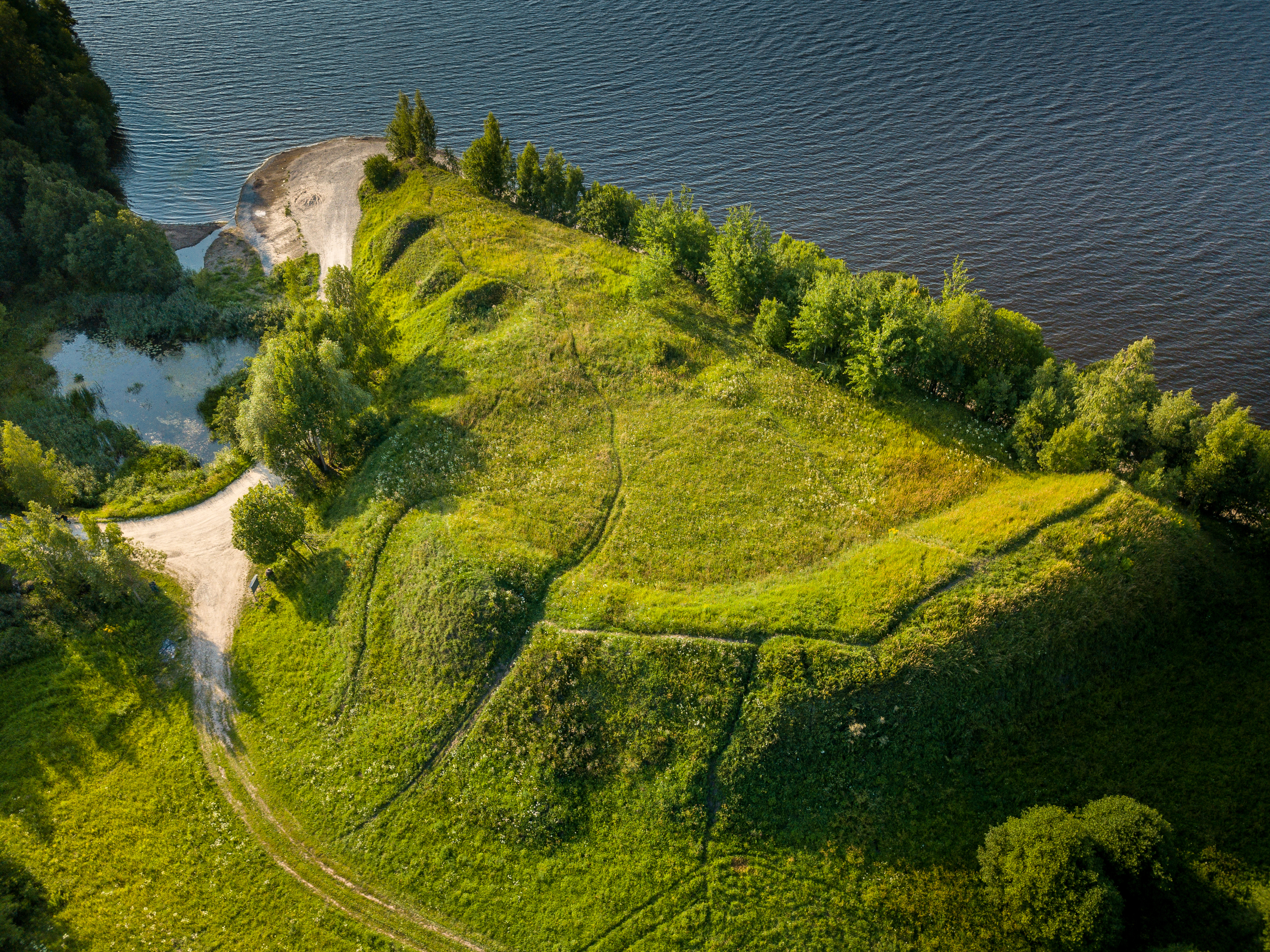
Daugmales pilskalns
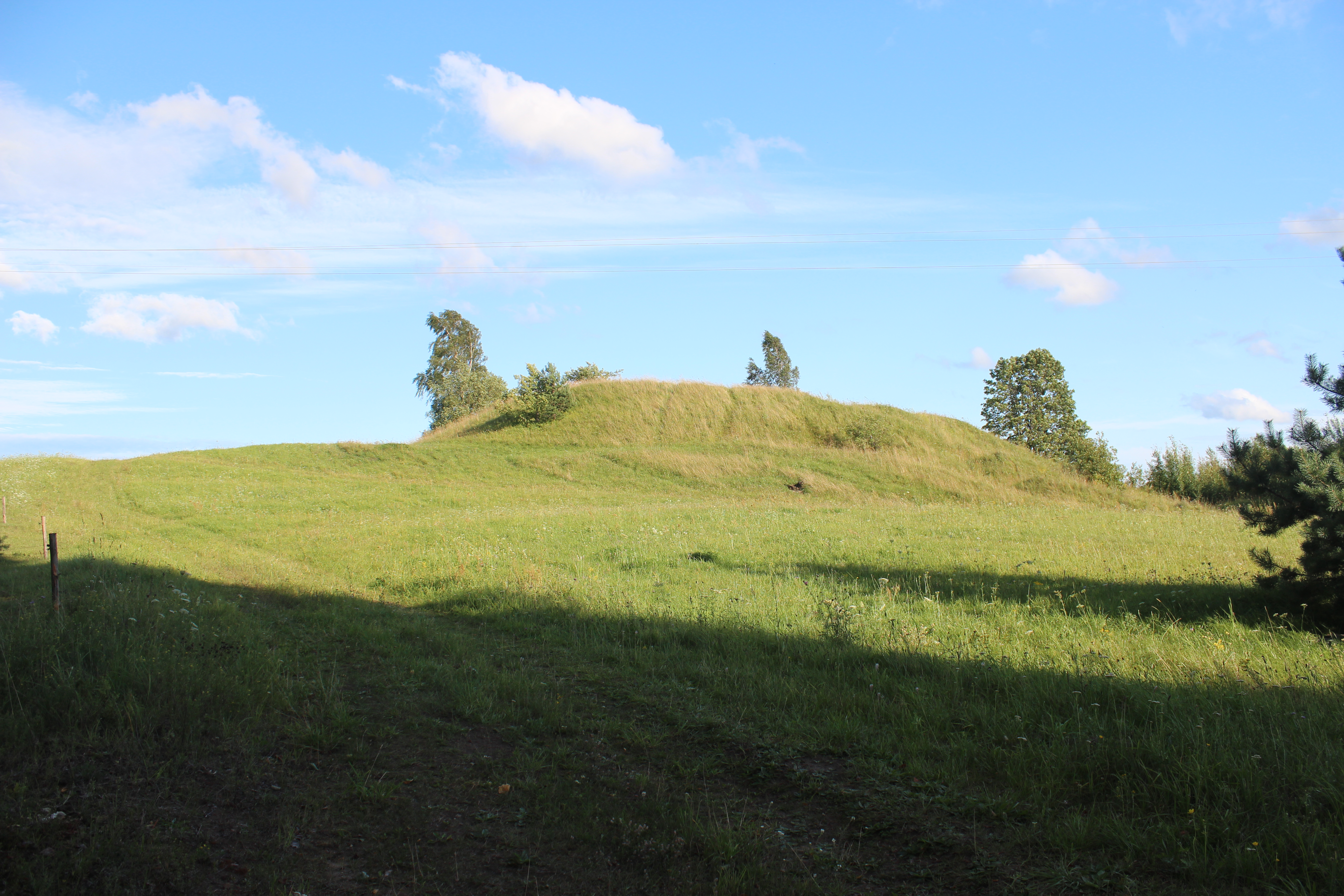
Dignajas pilskalns
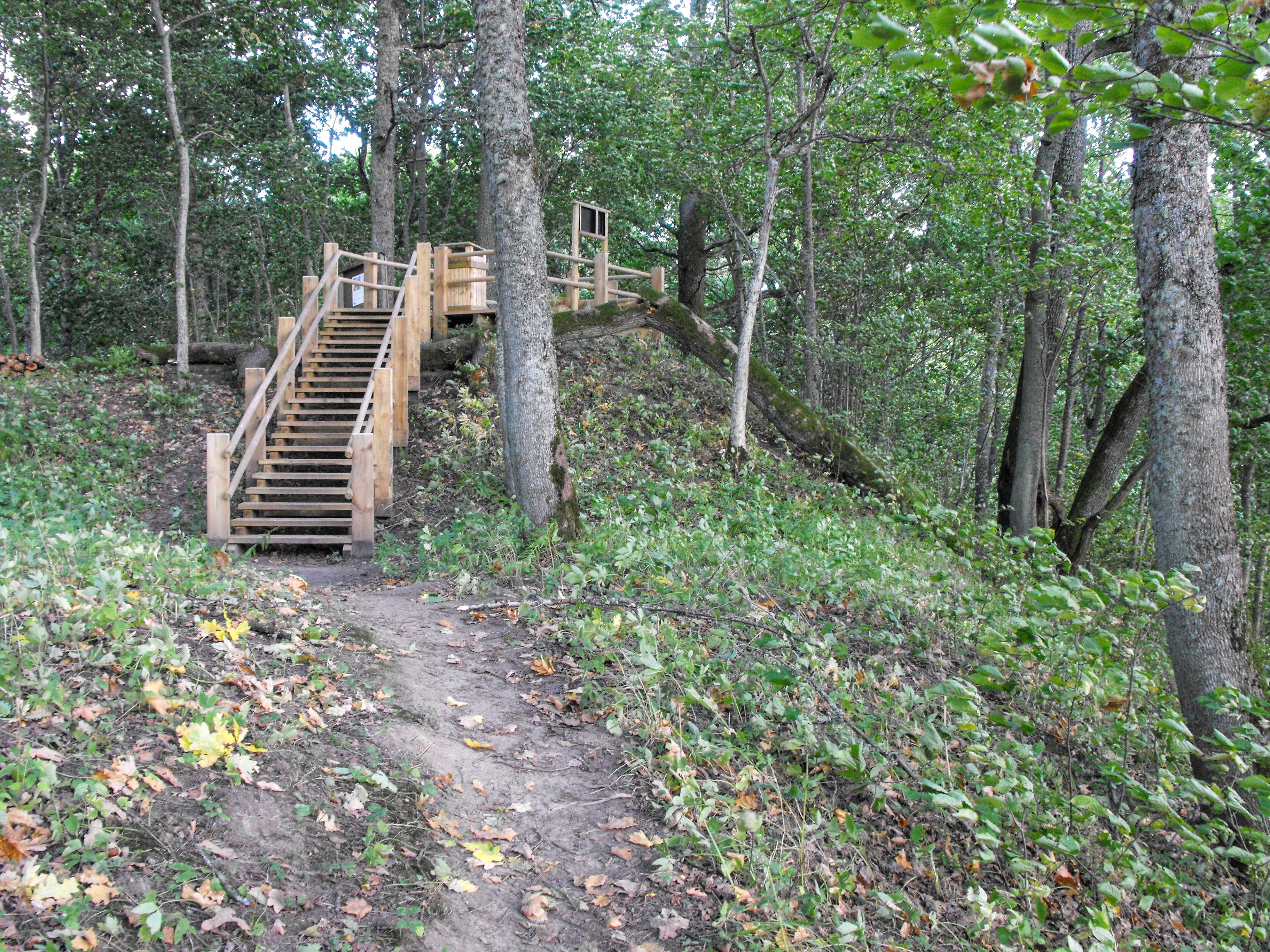
Embūtes pilskalns
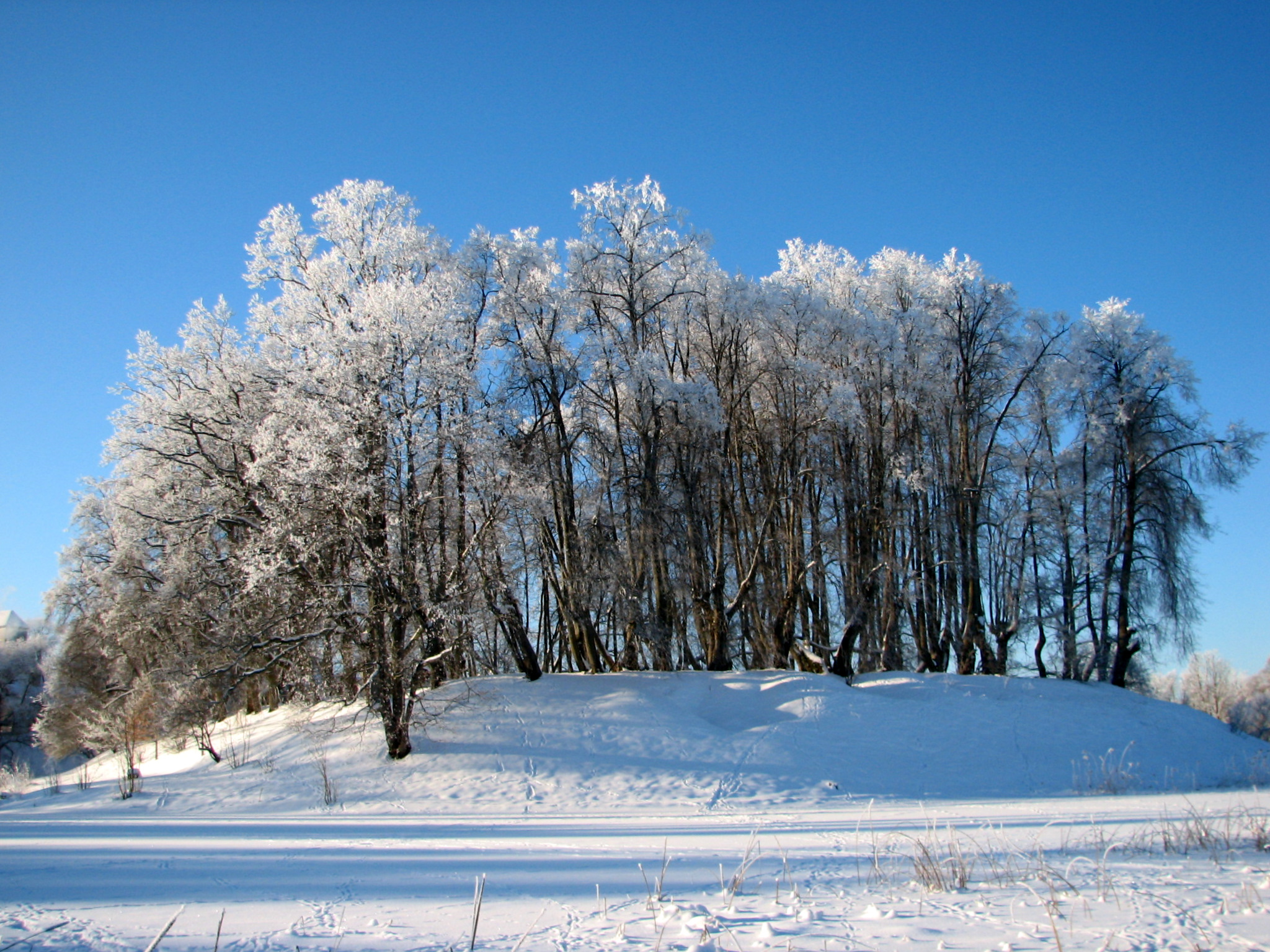
Kalna dārzs
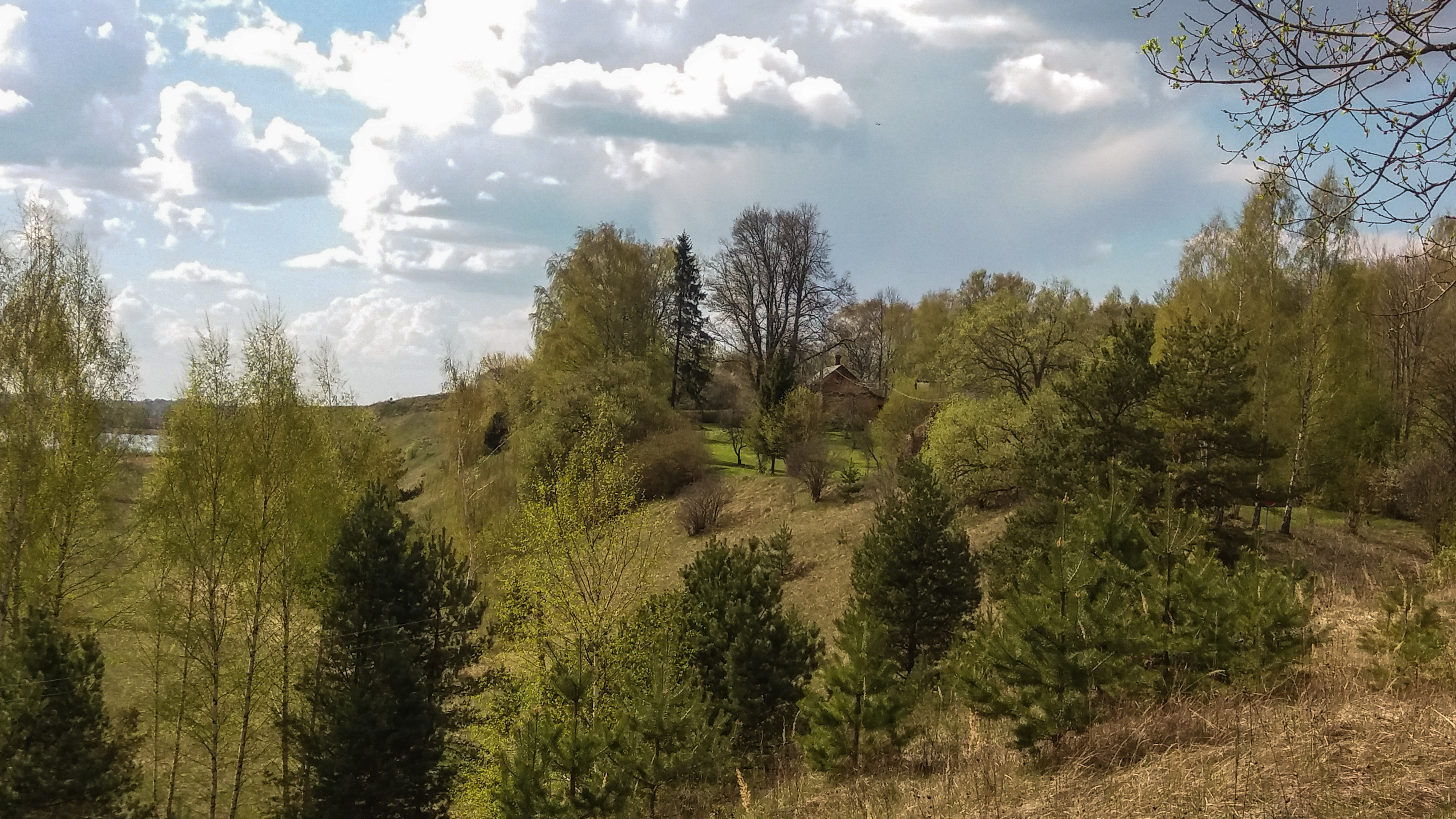
Ķīšu kalns
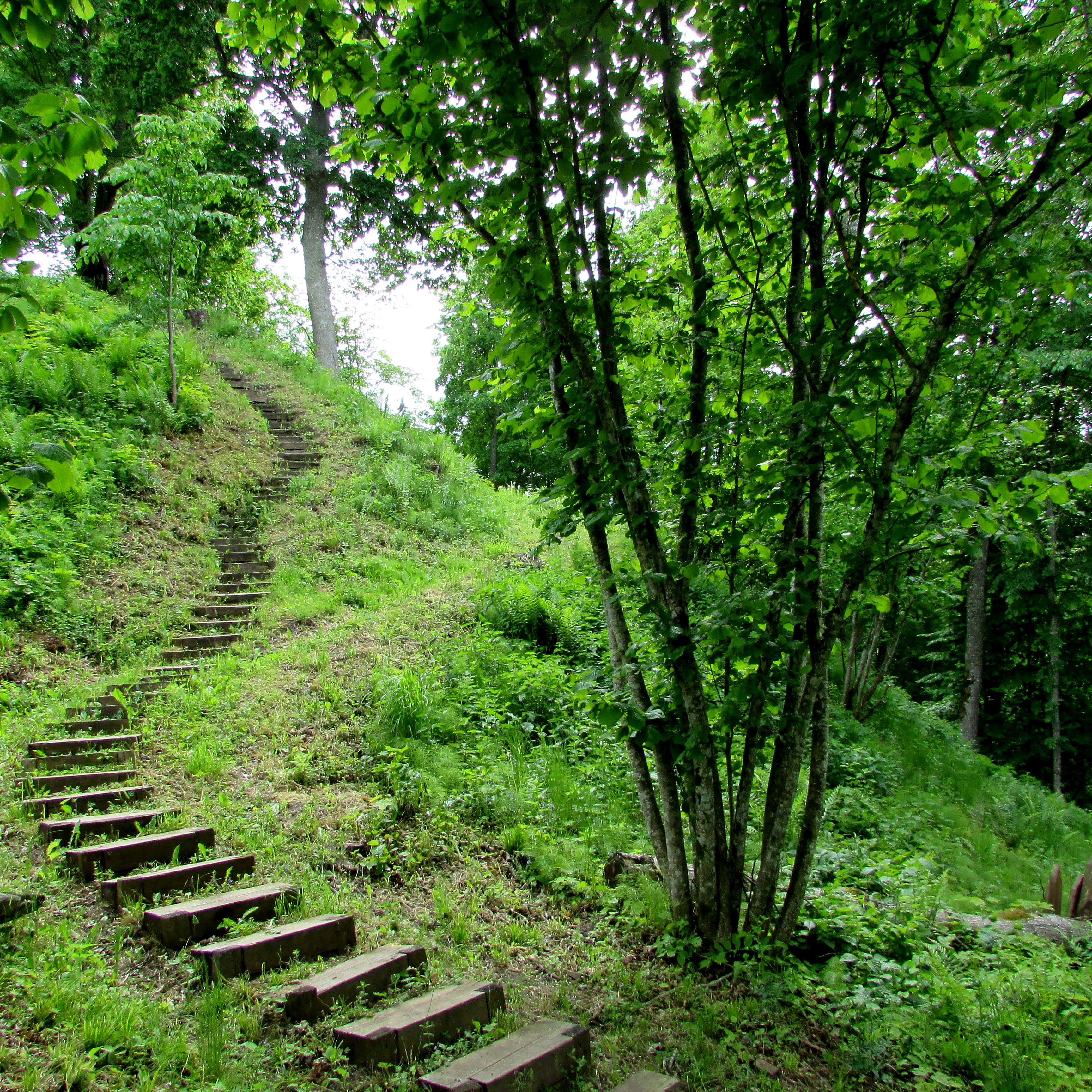
Krusta kalns
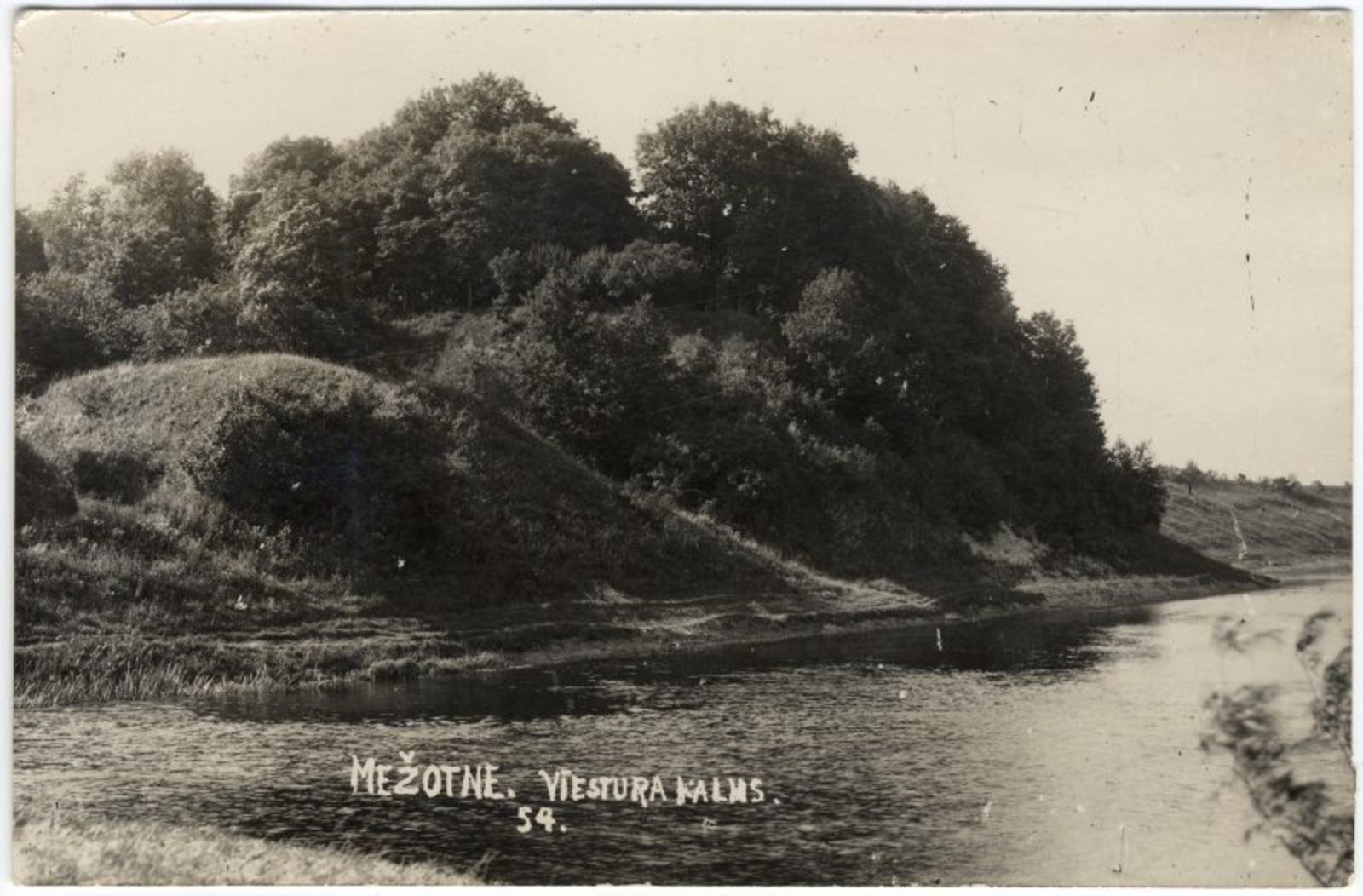
Mežotnes pilskalns (1930s)
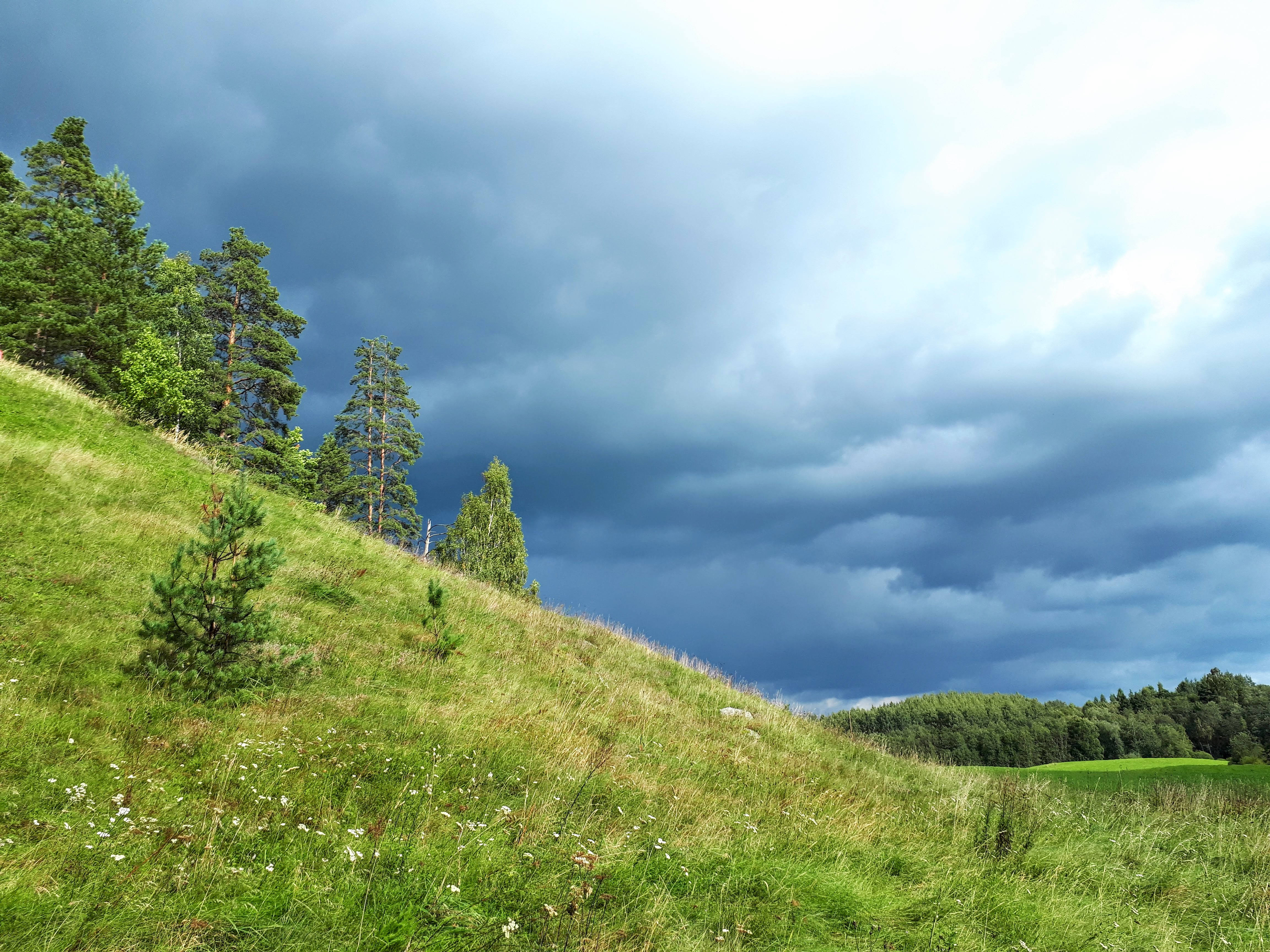
Sudrabkalns